# スカシバガ科
スカシバガ科（スカシバガか、学名：Familia Sesiidae）は、主としてチョウ目（鱗翅目）に属する分類群である。本科にはスカシバ（透翅、透羽、透かし羽）と呼ばれるガが含まれる。2022年時点で38種が知られている。

## 形質
成虫の前翅、後翅に鱗粉がなく、透明な部分を有する種が多い。幼虫の多くは、様々な草本植物、つる植物、樹木の茎に穿孔して、内部で成長する。

## 分類

### 下位分類（2000年代）
ただし、種の掲載は網羅的でない。

#### ヒメスカシバ亜科
- ヒメセスジスカシバ Pennisetia hylaeiformis
- セスジスカシバ Pennisetia fixseni

#### スカシバガ亜科
- オキナワスカシバ Scasiba okinawana
- キタスカシバ Sesia yezoensis
- オオモモブトスカシバ Melittia sangaica
- モモブトスカシバ Macroscelesia japona
- ブドウスカシバ Nokona regalis - 幼虫は、ブドウ虫としてヤマメ・イワナ・ニジマスなどの渓流釣りの釣り餌として使われている。
- ビロードスカシバ Paranthrene tabaniformis
- アカオビコスカシバ Synanthedon formicaeformis
- Synanthedon myopaeformis
- スグリコスカシバ Synanthedon tipuliformis - 日本では、八戸市南郷区における2008年から2009年にかけての調査で本州初の移入が確認された[5]。リンゴの樹の枝幹害虫としてである[5]。

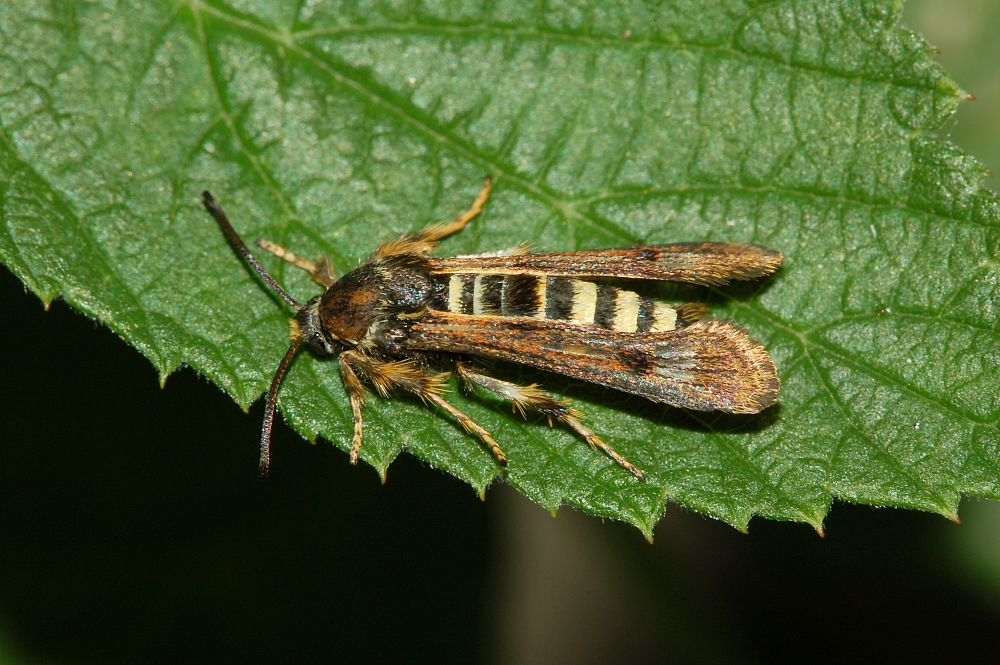
Pennisetia hylaeiformis ヒメセスジスカシバ
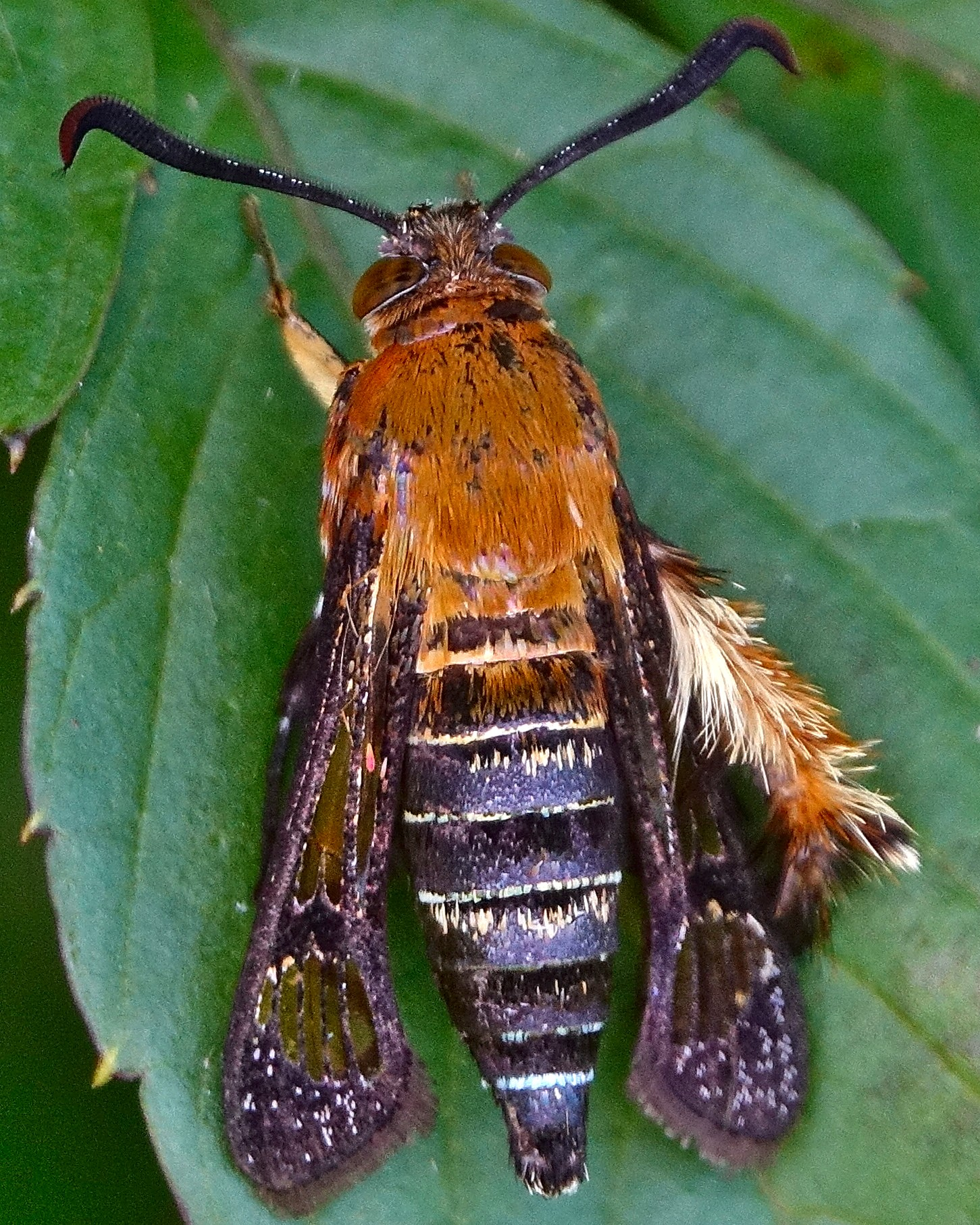
Macroscelesia japona モモブトスカシバ
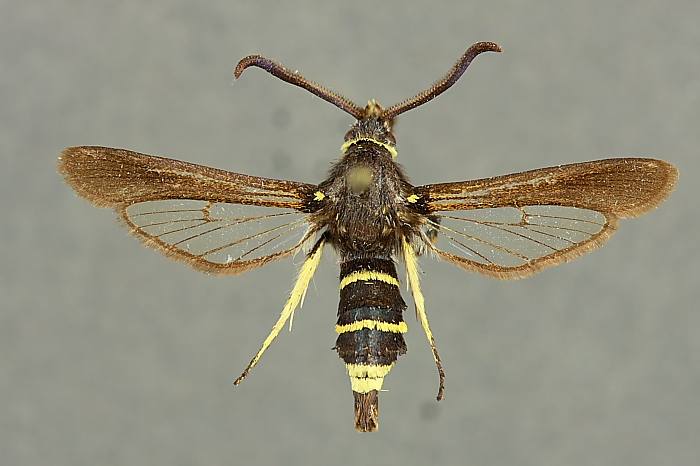
Paranthrene tabaniformis ビロードスカシバ
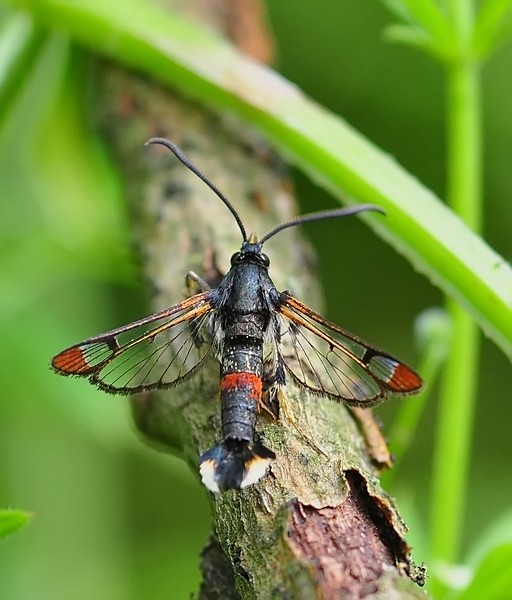
Synanthedon formicaeformis アカオビコスカシバ
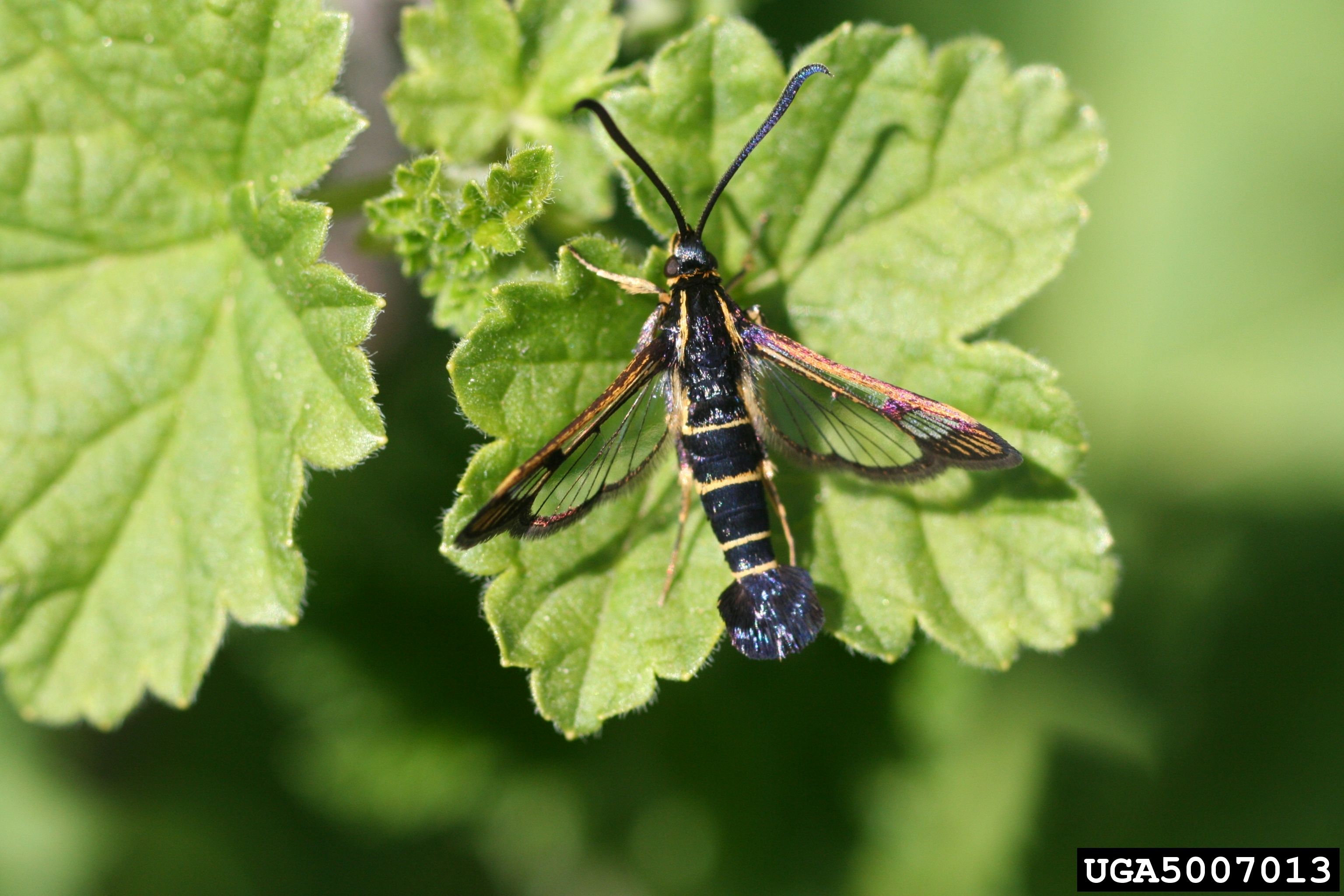
Synanthedon tipuliformis スグリコスカシバ

## スズメガ科の「スカシバ」
また、スズメガ科に属すガでも、オオスカシバなど前翅、後翅ともに鱗粉のないもので、この名で呼ぶものもある。スズメガ科の昼行性の種の多くは、ホウジャクと呼ばれるものが多く、この中に、スカシバガ科と同様に翅に透明部分を持つものも少なくないが、「スカシバ」の名をもつのは、日本産のスズメガ科では、翅がほとんど完全に鱗粉を失い透明になる、ホウジャク亜科のオオスカシバとリュウキュウオオスカシバのみである。